# لیپوواتس (آلکسیناتس)
لیپوواتس (به صربی: Lipovac) یک منطقهٔ مسکونی در صربستان است که در الکسیناتس واقع شده‌است. لیپوواتس ۴۱۸ نفر جمعیت دارد.